# Jean van Caloen
Jean van Caloen (Loppem, 11 juli 1884 – Brugge, 22 juni 1972) was de eigenaar van het kasteel van Loppem dat hij inbracht in een Stichting.

## Levensloop

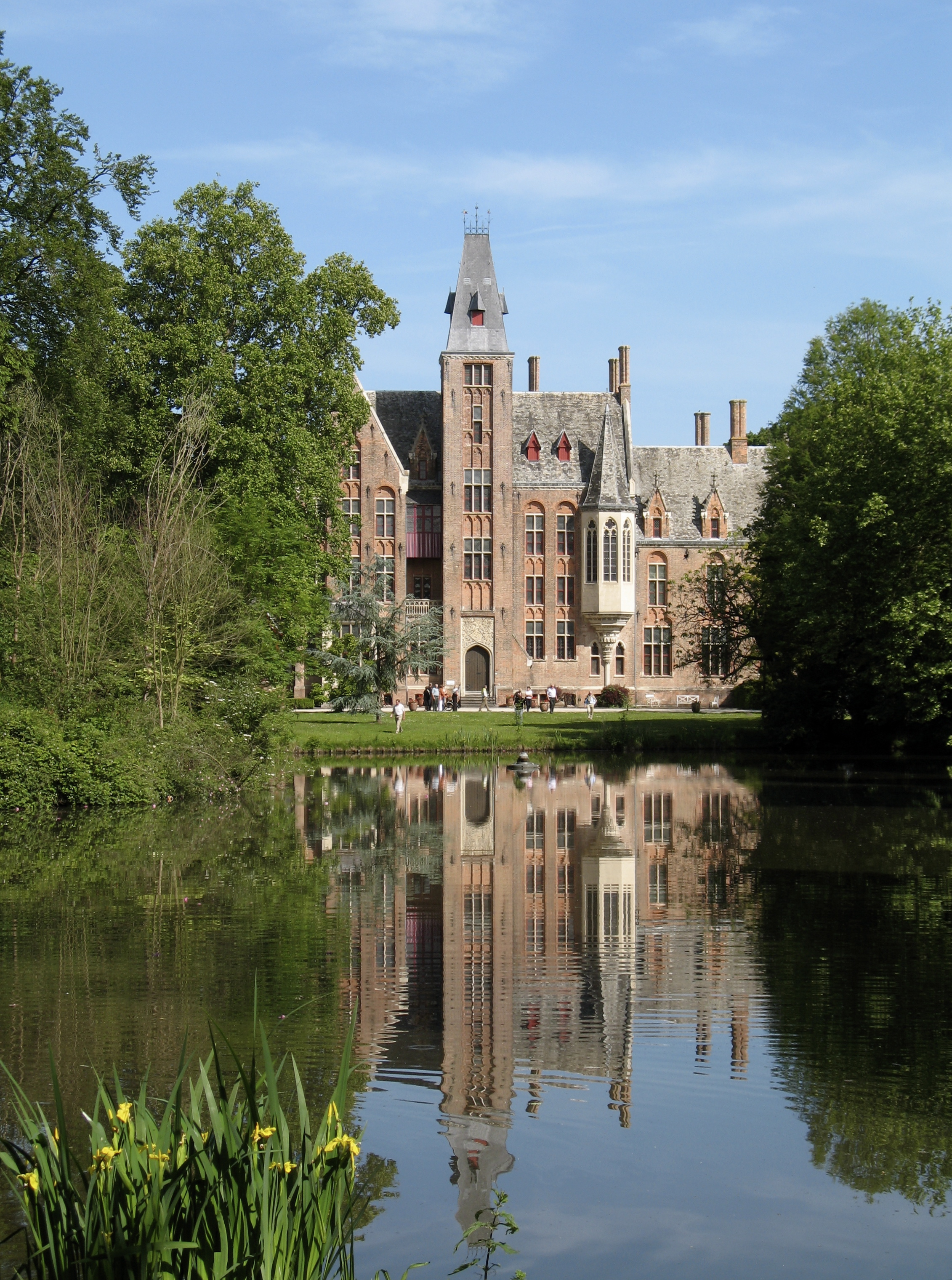
Het kasteel van Loppem

Baron Jean Joseph Marie Benoît Ghislain van Caloen was het vierde kind in de rij van dertien van baron Albert van Caloen en Marie-Thérèse van Ockerhout. Hij trouwde met zijn nicht barones Caroline van Caloen (1896-1926), dochter van Ernest van Caloen en Marguerite van Caloen de Basseghem. Ze kregen een zoon, Roland van Caloen (1920-2014).

## Stichting van Caloen
Jean van Caloen erfde het kasteeldomein in Loppem en nam er in 1940 zijn intrek. Niet voor lang, want na de inval van de Duitsers werd het kasteel eerst bewoond door officieren en weldra door een troep soldaten. De schade die werd aangericht was aanzienlijk. Ondertussen woonden Jean van Caloen en zijn zoon in de familiewoning aan de Dijver in Brugge. Na de Bevrijding waren het opeenvolgend Canadese, Engelse en Belgische troepen die het kasteel en het domein bezetten en dit tot in september 1945.
Jean van Caloen en zijn zoon beseften dat het kasteel nog moeilijk aan te passen was voor hedendaagse bewoning en beslisten het domein onder te brengen in een stichting die het kasteel met zijn collecties en archieven en de omgeving, als erfgoed zou bewaren en in waarde stellen. 
Op 20 december 1951 werd de Stichting van Caloen in Loppem opgericht. Na de dood van de stichter werd er de naam aan gegeven van Stichting Jean van Caloen.
Sindsdien is het kasteel grondig gerestaureerd en geherwaardeerd. Het is ook erkend en beschermd als monument. De familie organiseert de openstelling voor het publiek. Wat het park betreft, in huur gegeven aan de gemeente Zedelgem, met inbegrip van de doolhof, het is eveneens bestendig open voor wandelaars.
In 2022 droeg De Stichting Jean van Caloen de zorg en het beheer van de collectie tekeningen over aan het Prentenkabinet van Musea Brugge. De collectie omvat 1.920 meestertekeningen en 25 schetsboeken van topkunstenaars als Michelangelo Buonarotti, Jacques Jordaens en François Boucher.

## Genealogie
Naast het beheren van de werken aan kasteel en domein, naast caritatieve activiteiten, naast zijn drukke activiteiten als kunstliefhebber en de uitbreiding van sommige collecties die op het domein werden bewaard, was Jean van Caloen ook een studax. Zijn opzoekingen waren vooral gericht op de eeuwenoude geschiedenis van zijn voorvaders en familie.
Als concreet resultaat hiervan publiceerde hij een uitgebreide genealogie over zijn familie. Wat hierin vermeld wordt over de vroegste eeuwen dient met enige voorzichtigheid te worden bekeken.

## Publicatie
- Histoire généalogique de la Maison de Calonne et van Caloen en Tournaisis et au comté de Flandre, Brussel, 1958